# Ectropothecium brotheri
Ectropothecium brotheri là một loài Rêu trong họ Hypnaceae. Loài này được (R.S. Williams ex Broth.) Higuchi mô tả khoa học đầu tiên năm 1985.